# Фільїне-е-Інчиза-Вальдарно
Фільїне-е-Інчиза-Вальдарно (італ. Figline e Incisa Valdarno) — муніципалітет в Італії, у регіоні Тоскана,  метрополійне місто Флоренція. Муніципалітет утворено 1 січня 2014 року шляхом об'єднання муніципалітетів Фільїне-Вальдарно, Інчиза-ін-Валь-д'Арно.
Фільїне-е-Інчиза-Вальдарно розташоване на відстані близько 210 км на північний захід від Рима, 26 км на південний схід від Флоренції.
Населення — 23 382 особи (2013).

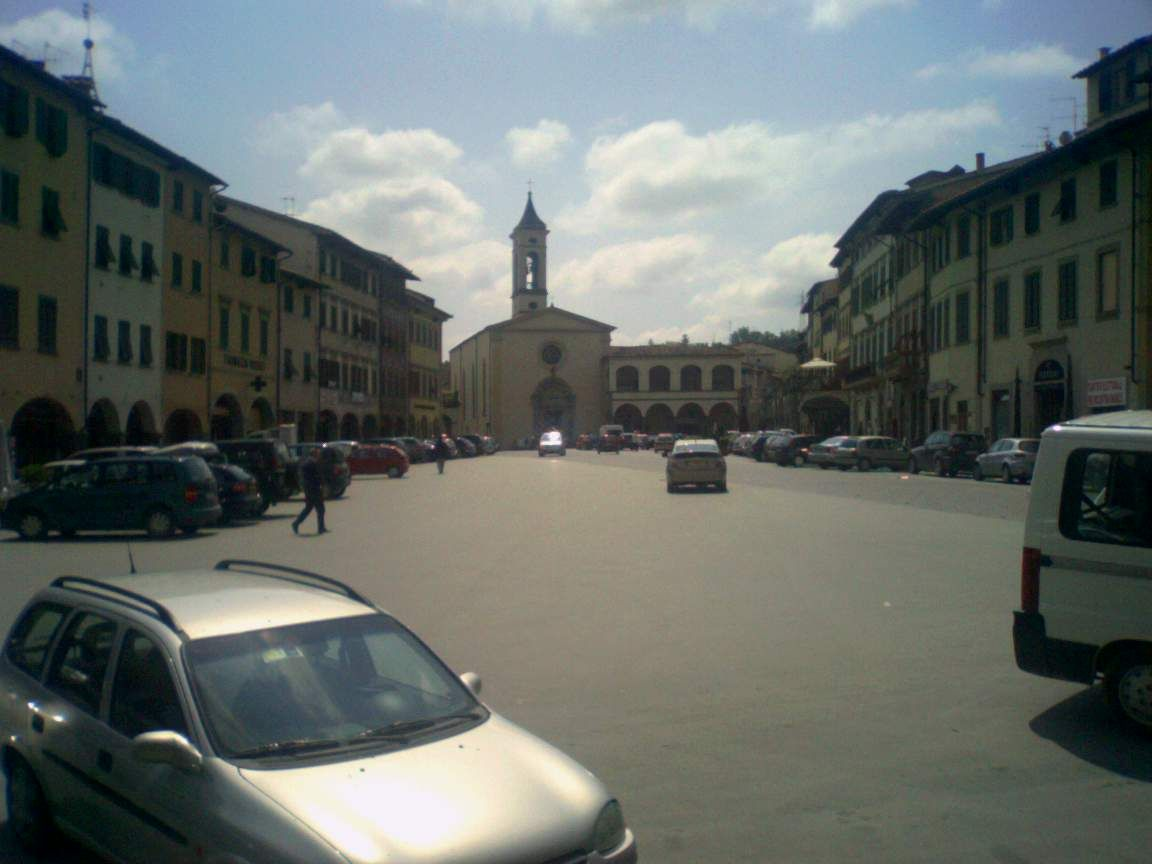

Щорічний фестиваль відбувається 7 квітня. Покровитель — San Romolo.

## Демографія
Населення за роками:

## Сусідні муніципалітети
- Кастельфранко-П'яндіско
- Каврилья
- Греве-ін-К'янті
- Реджелло
- Сан-Джованні-Вальдарно
- Риньяно-сулл'Арно